# Gložje
Gložje (en serbe cyrillique : Гложје ; en bulgare Гложие) est un village de Serbie situé dans la municipalité de Bosilegrad, district de Pčinja. Au recensement de 2011, il comptait 281 habitants.

## Démographie

### Évolution historique de la population
| 1948 | 1953 | 1961 | 1971 | 1981 | 1991 | 2002 | 2011 |
| ---- | ---- | ---- | ---- | ---- | ---- | ---- | ---- |
| 829  | 844  | 796  | 783  | 630  | 428  | 327  | 281  |

|  |